# Rio Minho (Jamaica)
Rio Minho é o mais longo rio da Jamaica, ele nasce próximo ao centro geográfico da ilha, corre na direção sul-sudoeste e deságua no Mar do Caribe, na Baía de Carlisle (costa centro-sul).
A cidade de May Pen, paróquia de  Clarendon, está localizada nas margens deste rio.